# Вольфсберг (футбольный клуб)
«Во́льфсберг» (нем. Wolfsberger AC) — австрийский профессиональный футбольный клуб из города Вольфсберг. Клуб проводит домашние матчи на стадионе «Лавантталь», вмещающем 7300 зрителей.

## История
«Вольфсберг» был основан Адольфом Плачовским, Карлом Вебером, Германом Майерхофером, Францес Хафнером и Михаэлем Шлахером в 1931 году. После тридцати семи лет, проведённых в нижних лигах, клуб пробился в Австрийскую Региональную Бундеслигу, бывшую тогда, в 1968 году, второй по значимости лигой страны. Следующие 17 лет команда играла в этой лиге за исключением сезона 1977-78, зарекомендовав себя в качестве середняка таблицы.
В конце сезона 1984-85 «Вольфсберг» вновь вылетел из лиги. В 1988-89 и 1990-91 годах клуб возвращался на прежний уровень, но неизменно вылетал. В 1994 году «Вольфсберг» был одним из основателей возрождённой Региональной Бундеслиги — третьей по значимости лиги Австрии. В течение нескольких лет клуб успешно выступал в этом турнире, однако постепенно терял позиции и вылетел в конце сезона 2001-02.
В 2007 году «Вольфсберг» и ФК «St. Andra» решили создать кооперацию. Пока клубы существовали отдельно друг от друга, они часто сотрудничали во многих аспектах. Так как «St. Andra» выступал в Региональной Бундеслиге, кооперация существовала на этом уровне и продолжила в Первой лиге в 2010 году, а в конце сезона 2011-12 перешла в Бундеслигу, после чего была разорвана. С тех пор «Вольфсберг» стал выступать как самостоятельный клуб на высшем уровне австрийского футбола впервые в истории.
В первом сезоне команда финишировала пятой, после чего главный тренер Ненад Белица покинул клуб и начал работать c «Аустрией», чемпионом сезона 2012-13. Его сменил Слободан Грубор, но из-за слабых результатов был вскоре уволен, а место занял Дитмар Кюбауэр.
«Вольфсберг» впервые в своей истории квалифицировался в групповой этап Лиги Европы УЕФА, заняв третье место в чемпионате Австрии по футболу в сезоне 2018/2019 года.

## Сезоны клуба
| Сезон     | Дивизион                      | Место | Кубок                 |
| --------- | ----------------------------- | ----- | --------------------- |
| 2007/2008 | Региональная лига Центр (III) | 4     | —                     |
| 2008/2009 | Региональная лига Центр (III) | 5     | Предварительный раунд |
| 2009/2010 | Региональная лига Центр (III) | 1     | 1-й раунд             |
| 2010/2011 | Первая лига (II)              | 4     | 2-й раунд             |
| 2011/2012 | Первая лига (II)              | 1     | 2-й раунд             |
| 2012/2013 | Бундеслига                    | 5     | 1/4 финала            |
| 2013/2014 | Бундеслига                    | 7     | 1/4 финала            |
| 2014/2015 | Бундеслига                    | 5     | 1/2 финала            |
| 2015/2016 | Бундеслига                    | 6     | 2-й раунд             |
| 2016/2017 | Бундеслига                    | 8     | 1-й раунд             |
| 2017/2018 | Бундеслига                    | 9     | 1/8 финала            |
| 2018/2019 | Бундеслига                    | 3     | 1/8 финала            |
| 2019/2020 | Бундеслига                    | 3     | 1/8 финала            |
| 2020/2021 | Бундеслига                    | 5     | 1/2 финала            |
| 2021/2022 | Бундеслига                    | 4     | 1/2 финала            |
| 2022/2023 | Бундеслига                    | 7     | 1/4 финала            |
| 2023/2024 | Бундеслига                    | 7     | 1/8 финала            |
| 2024/2025 | Бундеслига                    | 4     | Кубок                 |

## Достижения
Чемпионат Австрии:
- 3 место: 2018/19, 2019/20

Кубок Австрии:
- Победитель: 2024/25

Вторая лига Австрии:
- Победитель: 2011/12

Региональная лига Австрии (Центр):
- Победитель: 2009/10

## Выступления в еврокубках
| Турнир                | М  | В | Н | П  | Мячи  | Р/М |
| --------------------- | -- | - | - | -- | ----- | --- |
| Лига Европы УЕФА      | 19 | 6 | 4 | 9  | 18-28 | -10 |
| Лига конференций УЕФА | 4  | 2 | 1 | 1  | 5-4   | +1  |
| Итого                 | 23 | 8 | 5 | 10 | 23-32 | -9  |

| Сезон   | Турнир                | Раунд        | Соперник                 | Дома | В гостях | Общий счёт |  |
| ------- | --------------------- | ------------ | ------------------------ | ---- | -------- | ---------- |  |
| 2015/16 | Лига Европы УЕФА      | Второй раунд | Шахтёр (Солигорск)       | 2:0  | 1:0      | 3:0        |  |
| 2015/16 | Лига Европы УЕФА      | Третий раунд | Боруссия (Дортмунд)      | 0:1  | 0:5      | 0:6        |  |
| 2019/20 | Лига Европы УЕФА      | Группа J     | Рома                     | 1:1  | 2:2      | 4-е        |  |
| 2019/20 | Лига Европы УЕФА      | Группа J     | Боруссия (Мёнхенгладбах) | 0:1  | 4:0      | 4-е        |  |
| 2019/20 | Лига Европы УЕФА      | Группа J     | Истанбул Башакшехир      | 0:3  | 0:1      | 4-е        |  |
| 2020/21 | Лига Европы УЕФА      | Группа К     | ЦСКА (Москва)            | 1:1  | 1:0      | 2-е        |  |
| 2020/21 | Лига Европы УЕФА      | Группа К     | Динамо (Загреб)          | 0:3  | 0:1      | 2-е        |  |
| 2020/21 | Лига Европы УЕФА      | Группа К     | Фейеноорд                | 1:0  | 4:1      | 2-е        |  |
| 2020/21 | Лига Европы УЕФА      | 1/16 финала  | Тоттенхэм Хотспур        | 1:4  | 0:4      | 1:8        |  |
| 2022/23 | Лига конференций УЕФА | Третий раунд | Гзира Юнайтед            | 0:0  | 4:0      | 4:0        |  |
| 2022/23 | Лига конференций УЕФА | Плей-офф     | Молде                    | 0:4  | 1:0      | 1:4        |  |
| 2025/26 | Лига Европы УЕФА      | Третий раунд | ПАОК                     | :    | 0:0      | :          |  |

## Цвета и символы
Клуб унаследовал цвета футбольного клуба «ВАК» — чёрный и белый, к которым после слияния с «Санкт-Андре» был добавлен апельсиновый цвет. На гербе клуба изображена голова волка в чёрно-белом поле.

### Форма

#### Домашняя
| 2020/21 | 2021/22 | 2022/23 | 2024/25 |

#### Гостевая
| 2020/21 | 2021/22 | 2022/23 | 2024/25 |

Источники:,